# بخش فولتون (شهرستان فولتون، اوهایو)
بخش فولتون (به انگلیسی: Fulton Township) یک منطقهٔ مسکونی در ایالات متحده آمریکا است که در شهرستان فولتن، اوهایو واقع شده‌است.
 بخش فولتون ۷۴٫۵ کیلومتر مربع مساحت و ۳٬۱۸۲ نفر جمعیت دارد و ۲۱۳ متر بالاتر از سطح دریا واقع شده‌است.